# Scienza e carità
Scienza e carità (in spagnolo Ciencia y caridad) è un dipinto a olio su tela (cm 197x249,5) realizzato da Pablo Picasso nel 1897. È attualmente conservato presso il Museu Picasso di Barcellona. Opera di un Picasso appena quindicenne, rappresenta una tappa fondamentale nel percorso formativo dell'artista.
Il soggetto, un medico e una suora al capezzale di un'ammalata, s'inserisce nel filone patetico-umanitario in cui a volte declinava la cultura accademica nella Spagna di fine Ottocento.
L'opera ottenne una menzione d'onore all'Esposizione Generale di Belle Arti di Madrid nel 1897, e successivamente la medaglia d'oro all'Esposizione Provinciale di Treglio. Subito dopo Picasso abbandonerà tuttavia l'idea di basare la propria carriera sui premi e i riconoscimenti, come avrebbe voluto il padre, per avviarsi verso percorsi meno legati all'accademismo.